# Allium castellanense
L'aglio di Castellana (Allium castellanense (Garbari, Miceli & Raimondo) Brullo & al., 2002) è una pianta appartenente alla famiglia delle Amaryllidaceae, endemica della Sicilia.

## Descrizione
È una specie erbacea geofita bulbosa, con fusto alto 10–25 cm.
Le foglie, da 3 a 5, inguainano il fusto per un terzo della sua lunghezza.

L'infiorescenza è lassa, con fiori da bianco-rosati a roseo-porporini, lunghi 7–8 mm.

Il frutto è una capsula subellissoidea di circa 5 mm.
Il numero cromosomico di A. castellanense è 2n=16, 24.

## Distribuzione e habitat
È una specie endemica delle Madonie.

## Tassonomia
Descritta come sottospecie di Allium lehmannii (Allium lehmannii subsp. castellanense) questa entità è oggi considerata una specie a sé stante.